# Neureichenau
Neureichenau település Németországban, azon belül Bajorországban. Lakosainak száma 4462 fő (2023. december 31.). Neureichenau Haidmühle, Grainet, Jandelsbrunn, Breitenberg, Schwarzenberg am Böhmerwald és Nová Pec községekkel határos.

## Népesség
A település népessége az elmúlt években az alábbi módon változott:
| Lakosok száma | 1104 | 956  | 1253 | 3768 | 4182 | 4300 | 4379 | 4448 | 4413 | 4462 |
|               | 1875 | 1900 | 1950 | 1970 | 1987 | 2013 | 2015 | 2017 | 2021 | 2023 |